# Héortologie
L'héortologie ou éortologie est une science qui traite de l'origine et du développement des temps sacrés et plus précisément de l'étude de l'histoire et de la critique des calendriers et martyrologes. 

## Étymologie
Etymologiquement, le substantif éortologie est issue du grec ancien composé du terme ἑορτή «fête» et du suffixe -logia qui se réfère à une science. Ainsi, l'éortologie est la science des fêtes, c'est-à-dire l'étude de la relation entre fêtes et festivités, avec leur sens et leur principe d'origine.
En grec moderne, un εορτολόγιο est un calendrier liturgique.

## Histoire
L'héortologie chrétienne remonte au moins à l'Eortologia Anagrammatike de Johann Adam Trummerer publiée en 1607.
Le théologien luthérien allemand Michael Lilienthal publie une héortologie en allemand en 1724 pour montrer l'origine des célébrations chrétiennes. Wilhelm Dibelius publie la seconde étude éortologique sur le rite chrétien en allemand en 1841. À partir du milieu du XIXe siècle, l'éortologie, en parallèle de l'archéologie moderne, se penche aussi sur la question des rites de l'Antiquité grecque et romaine, à la suite des travaux d'August Mommsen, publiés à Leipzig en 1864 sous le titre Heortologie. Antiquarische Untersuchungen über die städtischen Feste der Athener.
À l'approche du second concile œcuménique du Vatican, de nombreux éortologues se sont illustrés avec des travaux majeurs, comme le jésuite Josef Andreas Jungmann et sa Missarum Sollemnia : Explication génétique de la messe romaine publiée pour la première fois en allemand en 1948. À la même époque, Mircea Eliade met en évidence l'importance de la pensée religieuse sur la société contemporaine par ses études héortologiques des religions primitives.

## Relations avec les autres sciences
(juillet 2022).
L'héortologie est en relation avec de nombreuses autres disciplines comme l'anthropologie sociale, l'astronomie, l'histoire et la liturgie.

### Anthropologie
L'éortologie a une importance considérable en anthropologie, car elle associe les cycles temporels aux civilisations et aux modèles civilisationnels. La sociologie, avec pour précurseur Émile Durkheim, pose la question de l'importance de la religion et, en particulier, des célébrations religieuses, dans la société. 
La philosophie anthropologique s'interroge sur le lien qui existe entre les fêtes collectives et les questionnements et peurs individuels. Dans quelle mesure la perception générale des vérités est-elle retranscrite dans les cultes, les rites et les coutumes ? Un précurseur de cette problématique a été Johan Huizinga avec son ouvrage Homo Ludens. L'étude des fêtes qui narrent la vie d'un saint ou d'un autre personnage est d'une importance capitale, tant d'un point de vue philosophique que sociologique.

### Agriculture
Étant donné que l'agriculture était un déterminant important de la durabilité de la plupart des civilisations anciennes et qu'elle est fortement influencée par les cycles annuels, c'est normalement l'éortologie s'appuie sur les sciences de l'agriculture pour expliquer la récurrence des festivités.

### Astronomie
L'éortologie s'appuie aussi sur des notions d'astronomie. Certaines festivités se déplacent au fil des années, soit parce qu'elles sont liées aux cycles de l'évolution lunaire, soit parce qu'elles prennent en compte l'année de 360 jours, soit 365 jours, sans compter les heures de décalage entre le retour complet de la Terre autour de la Soleil et révolutions autour de lui.
D'autres modèles de récurrence temporelle cyclique ont été trouvés, comme l'évolution des phases de Vénus par rapport à la Terre, influençant le calendrier de certaines festivités.

### Histoire
L'éortologie s'appuie aussi sur la science de l'histoire pour comprendre l'origine et l'évolution des rites. Un festival est généralement une reconstitution d'un acte solennel, légendaire ou réel. Ainsi, les civilisations antiques commémorent  comme la victoire d'un héros sur un dieu-serpent, ou les fiançailles de la Terre au Soleil tandis que pour les chrétiens, la Pâques est la célébration solennelle de la résurrection de Jésus-Christ.

### Liturgie
L'éortologie par ses rapports très étroits avec la liturgie proprement dite, participe à l'importance de celle-ci dans les dissertations dogmatiques et disciplinaires.

## Réferences
- (de) Cet article est partiellement ou en totalité issu de l’article de Wikipédia en allemand intitulé « Heortologie » (voir la liste des auteurs).

1. ↑  Frédéric Lichtenberger, Encyclopédie des sciences religieuses, Sandoz et Fischbacher, 1878 (lire en ligne), p. 725
2. 1 2  (it) Josip Stadler, Gli studii eortologici e l'opera del P. Nilles, E. Loescher & C., coll. « Bessarione: pubblicazione periodica di studi orientali », 1896 (lire en ligne), p. 475
3. ↑  (it) « Eortologia: definizioni e etimologia », sur Dizionario Treccani (consulté le 20 juin 2022)
4. ↑  (la) Johann Adam Trummerer, Eortologia Anagrammatikē, Sive Memoria Anniversaria Festorum Totius Anni Praecipuorum, Bertschius, 1607 (lire en ligne).
5. ↑  (de) Michael Lilienthal, Eortologia das ist Catechetischer Unterricht von denen Evangelischen Festen und derselben gebührenden eyerung der Gemeine Gottes, etc, 1724 (lire en ligne).
6. ↑  (de) Wilhelm Dibelius, Christliche Heortologie, oder die heiligen Zeiten der Christen : nach ihrem Ursprunge, ihrer Bedeutung und ihrer Feier dargestellt, Kümmel, 1841 (lire en ligne).
7. ↑  (de) August Mommsen, Heortologie : antiquarische Untersuchungen über die städtischen Feste der Athener, Teubner, 1864 (lire en ligne).